# Агрба (род)
Агрба (абх. Агрба (муж.), Агрԥҳа (жен.), Аграа (мн. ч.), от ага «побережье» и ра — показатель множественности, то есть люди побережья, поморяне) — один из самых многочисленных абхазских родов. Широко представлен практически во всех районах Республики Абхазия, среди северных абхазов — абазин в Российской Федерации (Карачаево-Черкесская Республика), а также в абхазских диаспорах, в основном, в Турции и Иордании.

## История рода
Исторически представители рода жили в вольных обществах исторической Абхазии Псху и Ахчипсоу (район современной Красной Поляны). Проживали в верховьях рек Бзыбь и Псоу. Их поместье в селении Псху называлось Агырюрт. Фамилия Агрба сохранилась в местной топонимике, в частности, в названии правого притока реки Бзыбь — Агрипсы (вариант — Грыбза) и в названии речной долины — Агрипста (в русской письменной традиции — Агурипста).
Переселившихся в первой половине XIX столетия на северную сторону Большого Кавказского хребта Агрбовых стали записывать в духе русской канцелярской традиции — Агирбовыми и Агировыми. Абхазские переселенцы из Псху и Ахчипсы, в числе которых были и Агрбовцы, основали на новом месте проживания (ныне — Адыге-Хабльский район Карачаево-Черкесской Республики) новое село. Окрестные жители стали называть его Апсуа, то есть «Абхазское», что соответствовало этническому самоназванию новоселов. Часть Агрбовцев отсюда переселилась затем в другие места традиционного проживания абхазо-абазин.
Социально Агрбовцы относились к узденям, а иногда рассматривались и в качестве части сословия абхазо-адыгских князей (чьи титулы, в отличие от грузинской аристократии, в Российской империи никогда официально не признавались). Представители рода, как правило, были зажиточны, имели стада, которые клеймили своей родовой тамгой.